# 帕迪納鄉 (布澤烏縣)
44°50′N 27°7′E / 44.833°N 27.117°E
帕迪納鄉（羅馬尼亞語：Padina, Buzău），是羅馬尼亞的鄉份，位於該國東南部，由布澤烏縣負責管轄，面積187平方公里，海拔高度62米，2007年人口4,533，人口密度每平方公里24人。